# سیزده گربه روی شیروانی
سیزده گربه روی شیروانی فیلمی به کارگردانی علی عبدالعلی‌زاده، نویسندگی علی عبدالعلی‌زاده، فرزانه شبانی و مجید فرازمند و تهیه‌کنندگی یوسف صمدزاده محصول سال ۱۳۸۲ است.

## خلاصه داستان
در سرزمینی به نام سومارای (خارج از سیاره زمین) زمانی که فرمانروا با اهریمن پیمان می‌بندد تا در برابر کمک به فرزنددار شدن او، شوهر اولین دخترش را اهریمن انتخاب کند. اهریمن در سودای تصاحب فرمانروایی، مردی ترسو به نام عودکا را برای همسری دختر فرمانروا برمی‌گزیند، عودکا به سیاره زمین فرار می‌کند و سال‌ها بعد فرستاده‌ای به نام رامو برای بازگرداندن او، راهی می‌شود تا او را باز گرداند اما اهریمن بزرگ ترین دشمن رامو را از زندان آزاد و او را به سمت سیاره زمین می فرستد …

## جشنواره‌ها
فیلم سیزده گربه روی شیروانی با ژانر تخیلی یک فیلم ایرانی است که در بیست و دومین دوره جشنواره فیلم فجر (۱۳۸۲) توانست به خاطر استفاده خلاقانه از جلوه‌های ویژه بصری (علی عبدالعلی زاده) جایزه نقدی و دیپلم افتخار دبیر جشنواره را کسب کند.
همچنین این فیلم در هشتمین دوره جشن خانه سینما (۱۳۸۳) در دو بخش بهترین جلوه‌های ویژه بصری (امیررضا معتمدی) و بهترین موسیقی متن (کارن همایون‌فر) کاندیدا مسابقات بوده‌است.